# Тимонсаари
Тимонсаари (фин. Timonsaari) — небольшой скалистый остров в Ладожском озере. Относится к группе Западных Ладожских шхер. Принадлежит Лахденпохскому району Карелии, Россия.

## География
Остров расположен между заливами Папинниеменселькя на юге и Якимварским заливом на севере, у южных берегов острова Соролансаари. Вытянут с северо-запада на юго-восток. Длина 4,6 км, ширина 2,3 км.
Необитаем, практически полностью покрыт лесами. Берега неоднородные, по большей части каменистые